# Astragalus luristanicus
Astragalus luristanicus är en ärtväxtart som beskrevs av Josef Franz Freyn. Astragalus luristanicus ingår i släktet vedlar, och familjen ärtväxter. Inga underarter finns listade i Catalogue of Life.